# Макулатура

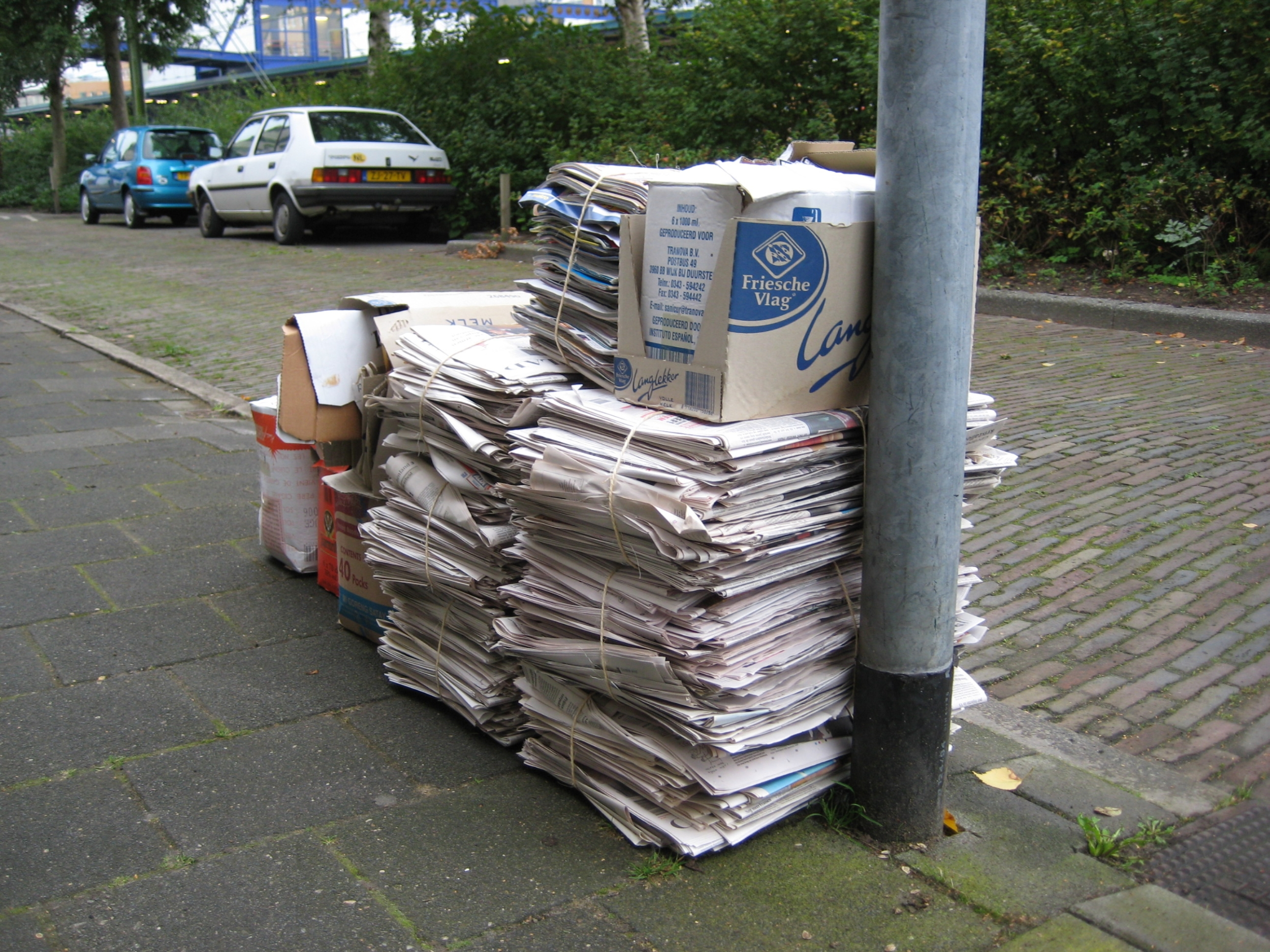
Макулатура

Макулату́ра — вторинне рослинне волокно, яке є одним з основних джерел целюлозовмісної сировини для виробництва паперу і картону. Використання макулатури забезпечує утилізацію використаних целюлозних виробів, економію деревини, а також скорочення витрат енергії на виробництво паперу й картону. Ці волокна, при їх вторинному застосуванні, відрізняються за властивостями, які були притаманні їм до проходження всього циклу операцій паперового виробництва. Особливий вплив було здійснено сушінням, в результаті якого відбулись деякі незворотні зміни: втрата їх еластичності, прозорості, пониження величини сил зв'язку між волокнами (порівняно з папером, виготовленим не з вторинної сировини).
Більша частина макулатури переробляється в картон для тари (гофрований картон, коробочний картон) та упаковок, для чого використовують так звані «коричневі» марки макулатури як сировину. Високоякісні марки, що мають вищу ступінь білості, містять, як правило, значну кількість вибіленої целюлози, а отже можуть бути використані для виробництва такого паперу як газетний, для друку та письма, паперу санітарно-побутового призначення (туалетного паперу).
Чинний стандарт на макулатуру в Україні (ГОСТ 10700-97) визначає лише 13 марок макулатури залежно від способу розпускання, і не відповідає сучасним технологічним вимогам.

## Етимологія
Макулатура — запозичення з німецької або французької мови; нім. Makulatur походить від фр. maculature «бракована друкарська продукція», утвореного від maculer «плямувати, бруднити», пов'язаного з лат. macula «пляма», етимологія якого не зовсім ясна.

## Перелік марок макулатури
- МС-1А (відходи білого паперу (окрім газетного): папір для друку, писання, креслення, малювання та інші види білого паперу),
- МС-2А (відходи білого паперу (окрім газетного): папір для друку, писання, креслення, малювання та інші види білого паперу, у вигляді обрізків з лінуванням та чорно-білою смугою або кольоровою смугою),
- МС-3А (відходи паперу із сульфатної небіленої целюлози: пакувальний, мішечний, паперовий шпагат, відходи виробництва електроізоляційного картону),
- МС-4А (використані мішки паперові невологостійкі (без бітумного просякнення, прошарку та армованих шарів)),
- МС-5Б (відходи виробництва та вживання гофрованого картону),
- МС-6Б (відходи виробництва та вживання картону всіх видів (крім взуттєвого, покрівельного та електроізоляційного) з чорно-білим і кольоровим друком),
- МС-7Б (використані книги, журнали, брошури, зошити та інші види поліграфічної промисловості та паперово-білових товарів з однофарбовим і кольоровим друком, без палітурок, обкладинок і корінців, що видані на білому папері),
- МС-8В (відходи виробництва та вживання газет і газетного паперу),
- МС-13В (відходи виробництва та вживання різних видів картону, білого та кольорового паперу (окрім чорного та коричневого кольорів), обкладинкового, афішного, шпалерного та

ін.).
Приймання регулюється відповідно до вимог ДСТУ 3500-97 (ГОСТ10700-97).

## Зиск від використання макулатури на паперово-целюлозному виробництві
Підприємствами целюлозно-паперової промисловості Росії за умови виробництва 1000 т паперу з макулатури відбувається економія первинних сировинних ресурсів (100%), водних
(15%) і енергетичних ресурсів (60% економії), і попри це кількість речовин, що забруднюють довкілля, зменшується більше ніж наполовину.

## Світове споживання макулатури

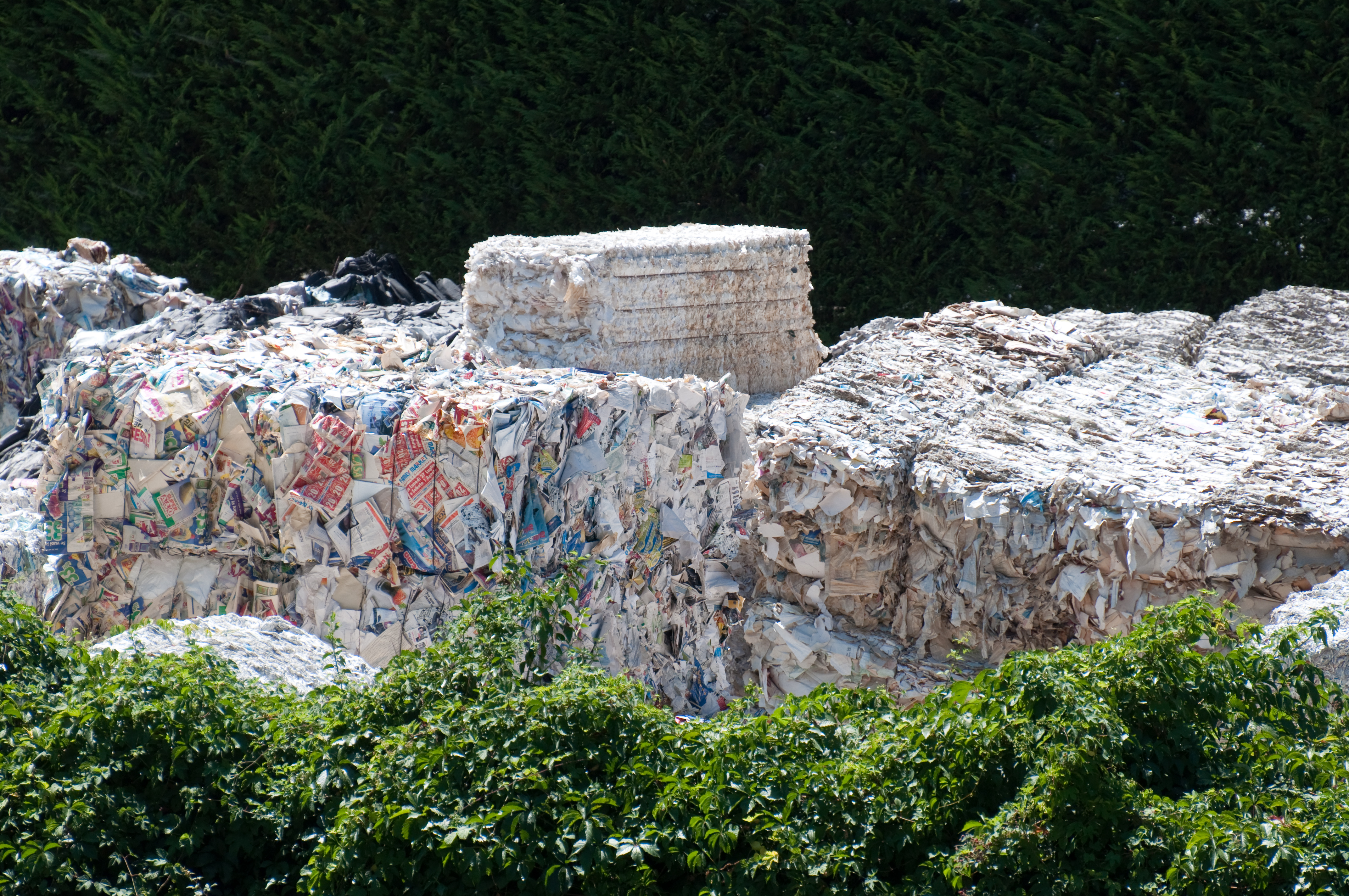
Макулатура, зібрана для переробки в Італії

З 2000 року світове споживання макулатури зросло на 40%, у 2009 році досягло майже 145 тис. тон., а її частка у виробництві паперу збільшилась до 53%.

## В Україні
Паперова галузь України на 98% орієнтована на виробництво продукції з макулатури, з якої виготовляють всі види паперу та картону. Дефіцит макулатури покривається за рахунок імпортних закупівель у Росії, який становить 45% від загального обсягу виробництва макулатури, та Європі.